# エネケン
エネケン (henequen、学名:Agave fourcroydes) はリュウゼツラン亜科の一種である。中米原産。ヘネケンとも呼ばれているが、スペイン語圏でHを発音しないことから「エネケン」と呼ばれる。サイザル麻に近縁であり、同様に雑種と見られている（共に種子を作らないのが特徴）。
19世紀後半、米国の農機具メーカマコーミックが小麦自動結束機を開発した。この際にユカタン州のエネケンが部品として採用され、大量に買い占められる様になる。これによりユカタン州経済は非常に潤った。20世紀の初めまで、エネケンはメキシコ輸出部門でコーヒーに次ぐ、高い輸出利益をもたらした商品作物であった。一方、最大で1000軒以上を数えたエネケンのプランテーション（アシエンダ）では小作人は奴隷同然に酷使される悲劇が起きた
化学繊維の普及により、以前の様に大量栽培されることはなくなったが、メキシコ、ブラジル、タンザニア、南アフリカ、インドネシアなどで現在でも栽培されている。